# 미야케 간란
미야케 간란(일본어: 三宅 観瀾 미야케 칸란[*], 1674년 ~ 1718년 9월 15일)은 에도 시대의 유학자이다. 원래 이름은 쓰구아키 (일본어: 緝明 츠구아키[*])이며, 자는 용매 (用梅)이다. 간란은 아호이다.

## 생애
교토의 조닌 유학자인 미야케 미치요시의 차남이다. 아사미 게이사이와 기노시타 준안 (木下順庵) 밑에서 수학했다. 1698년에 에도로 올라왔으며, 이듬해 구리야마 센보의 추천으로 미토번에서 일하게 되었다. 쇼코칸 (彰考館) 총재인 우카이 렌사이가, 간란이 구스노키 마사시게에 대해 쓴 문장을 번주 도쿠가와 미쓰쿠니에게 보여준 것을 계기로 《대일본사》 편찬에 참여하게 되었다. 닛타 요시사다, 구시노키 마사시게, 나와 나가토시 등 난보쿠초 시대의 사람들에 관한 이야기를 썼다. 1710년 우카이의 뒤를 이어 쇼코칸의 총재가 되었다. 1711년 아라이 하쿠세키의 추천으로 막부에 등용되었지만, 아라이가 실각해 연좌제로 처벌을 받게 되자 대신 "참회서"를 써서 해명해야만 했다. 이 글에서 간란은 기노시타 준안의 제자였다는 사실 또한 부정해야 했다. 1718년 45세의 나이로 죽었다.
고다이고 천황의 실각을 소재로 고다이고 천황과 그 후손들이 대를 이은 난초 정부의 정당성을 논한 저서 《중흥감언》은 쇼와 천황을 가르쳤던 노기 마레스케가 자살을 앞두고 쇼와 천황에게 전달한 책이기도 하다. 중흥감언 뿐만 아니라, 조선통신사를 수행한 학사와 함께 필담집인 《지기간담》을 썼으며, "충신장"으로 알려진 아코 낭인들을 소재로 한 《열사보경록》도 남겼다.

## 같이 보기
- 미토가쿠